# 龙天寺 (泰国)
龙天寺是一座位于泰国北碧府塔孟县，始建于素可泰时期1782年的古老的寺庙。海拔高达200米的龙天寺依山傍水，以龙梯与其周围被湄公河及稻田环绕的风景而闻名，毗邻虎窟寺、龙山寺及双洞寺。

## 开放时间
- 上午7时30分至下午5时正[1]

## 建筑景观
访客在进入寺庙前可通过有269级台阶的龙梯（龙舌到龙头有114级台阶，从龙口到龙尾有105级台阶，进入洞穴有50级台阶），或可乘坐电梯直达庙宇。
寺庙老戒堂内供奉着打坐坐姿的佛像，以及摩卡莲那佛和舍利弗佛，这些佛像都是用砂岩制成。寺庙的新教堂则安有Chinnarat佛像的复制品。

### 洞穴
- 龙天洞（英語：Heavenly Dragon Cave，或称Nang Buakli洞[2][4]）
- 曼威奇洞穴[2]
- 昆平洞[2]
- Dok Chok Cave[2]
- 杜实洞公园[2]
- Muen Han Cave[2]
- Nang Nuan Cave[2]
- Nang Non Cave[2]